# Marcin Bojarski
Marcin Bojarski (ur. 28 sierpnia 1977 w Częstochowie) – polski piłkarz, grający na pozycji pomocnika lub napastnika.
Mistrz Polski i zdobywca Pucharu Ligi z Legią w sezonie 2001/02. 22 maja 2010, grając w barwach Pogoni Szczecin wystąpił w przegranym spotkaniu finałowym o Puchar Polski. W kwietniu 2011 został oskarżony o korupcję, a następnie Związkowy Trybunał Piłkarski ukarał go dyskwalifikacją w wymiarze 10 miesięcy.

## Kariera piłkarska
| Sezon         | Klub              | Mecze | Gole |
| ------------- | ----------------- | ----- | ---- |
| 1995-1996 (w) | Raków Częstochowa | 2     | 0    |
| 1996-1997     | Raków Częstochowa | 2     | 0    |
| 1997-1998     | Raków Częstochowa | 10    | 0    |
| 1998-1999     | Raków Częstochowa | 20    | 4    |
| 1999-2000 (j) | Raków Częstochowa | 23    | 10   |
| 1999-2000 (w) | GKS Katowice      | 23    | 11   |
| 2000-2001 (j) | GKS Katowice      | 13    | 2    |
| 2000-2001 (w) | Legia Warszawa    | 4     | 0    |
| 2001-2002 (j) | Legia Warszawa    | 5     | 0    |
| 2001-2002 (j) | Lech Poznań       | 7     | 1    |
| 2001-2002 (w) | RKS Radomsko      | 3     | 2    |
| 2002-2003     | GKS Katowice      | 29    | 9    |
| 2003-2004 (j) | GKS Katowice      | 13    | 2    |
| 2003-2004 (w) | Cracovia          | 14    | 7    |
| 2004-2005     | Cracovia          | 25    | 7    |
| 2005-2006     | Cracovia          | 29    | 4    |
| 2006-2007     | Cracovia          | 28    | 5    |
| 2007-2008     | Cracovia          | 14    | 0    |
| 2008-2009     | Piast Gliwice     | 18    | 1    |
| 2009–2010     | Pogoń Szczecin    | 13    | 1    |
| 2010–2011     | Pogoń Szczecin    | 11    | 1    |